# Naomi Ackie
Naomi Ackie est une actrice britannique, née le 22 août 1991 à Walthamstow (Grand Londres, Angleterre).
Elle est notamment connue pour avoir joué dans les films The Young Lady (2016) et Whitney Houston: I Wanna Dance with Somebody (2022), ainsi que dans la série The End of the F***ing World (2019).

## Formation et carrière

### Jeunesse et formation
Naomi Sarah Ackie naît le 22 août 1991 à Walthamstow (Grand Londres, Angleterre).
Elle étudie à la Central School of Speech and Drama de l'université de Londres.

### Carrière
Elle joue un personnage secondaire dans The Young Lady (2016), son premier rôle au cinéma, qui lui vaut notamment d'être nommée deux fois aux British Independent Film Awards et de remporter la récompense dans la catégorie du meilleur espoir.
En 2019, elle tient le rôle principal de Bonnie dans la saison 2 de The End of the F***ing World. La même année, elle incarne un personnage secondaire dans le film Star Wars, épisode IX : L'Ascension de Skywalker.
En 2022, Ackie interprète la chanteuse Whitney Houston dans le film biographique Whitney Houston: I Wanna Dance with Somebody.
En 2025, elle a le premier rôle féminin dans le film Mickey 17.

## Filmographie
Sauf indication contraire, les informations mentionnées dans cette section peuvent être confirmées par les bases de données cinématographiques  présentes dans la section « Liens externes ».

### Cinéma
- 2016 : The Young Lady (Lady Macbeth) de William Oldroyd : Anna
- 2018 : Yardie d'Idris Elba : Mona
- 2019 : Star Wars, épisode IX : L'Ascension de Skywalker (Star Wars: Episode IX – The Rise of Skywalker) de J. J. Abrams : Jannah
- 2022 : Whitney Houston: I Wanna Dance with Somebody de Kasi Lemmons : Whitney Houston
- 2024 : Blink Twice de Zoë Kravitz : Frida
- 2025 : Mickey 17 de Bong Joon-ho : Nasha Barridge
- 2025 : Sorry, Baby d'Eva Victor : Lydie
- 2025 : The Thursday Murder Club de Chris Columbus : Donna De Freitas

### Télévision
- 2015 : Doctor Who (série télévisée), épisode Le Corbeau : Jen
- 2016 : The Five (série télévisée), épisodes 1 et 2 : Gemma Morgan
- 2018 : Les Enquêtes de Vera (série télévisée), épisode Black Ice : Louise Everitt
- 2018 : The Bisexual (série télévisée) : Ruby
- 2019 : The End of the F***ing World (série télévisée)  : Bonnie (saison 2)
- 2020 : Small Axe (série télévisée), saison 1 : Hazel
- 2021 : Master of None (série télévisée), saison 3 : Alicia

## Distinctions
Sauf indication contraire, les informations mentionnées dans cette section peuvent être confirmées par les bases de données cinématographiques  présentes dans la section « Liens externes ».

### Récompenses
- British Independent Film Awards 2017 : meilleur espoir pour The Young Lady
- Festival de Cannes 2023 : Trophée Chopard[2]

### Nominations
- British Independent Film Awards 2017 : meilleur second rôle féminin pour The Young Lady
- Evening Standard British Film Awards 2017 : meilleur second rôle féminin pour The Young Lady